# هسپروس (کلرادو)
هسپروس (به انگلیسی: Hesperus) یک منطقهٔ مسکونی در ایالات متحده آمریکا است که در شهرستان لا پلاتا، کلرادو واقع شده‌است. هسپروس ۲٬۴۶۶ متر بالاتر از سطح دریا واقع شده‌است.